# Pinacoteca

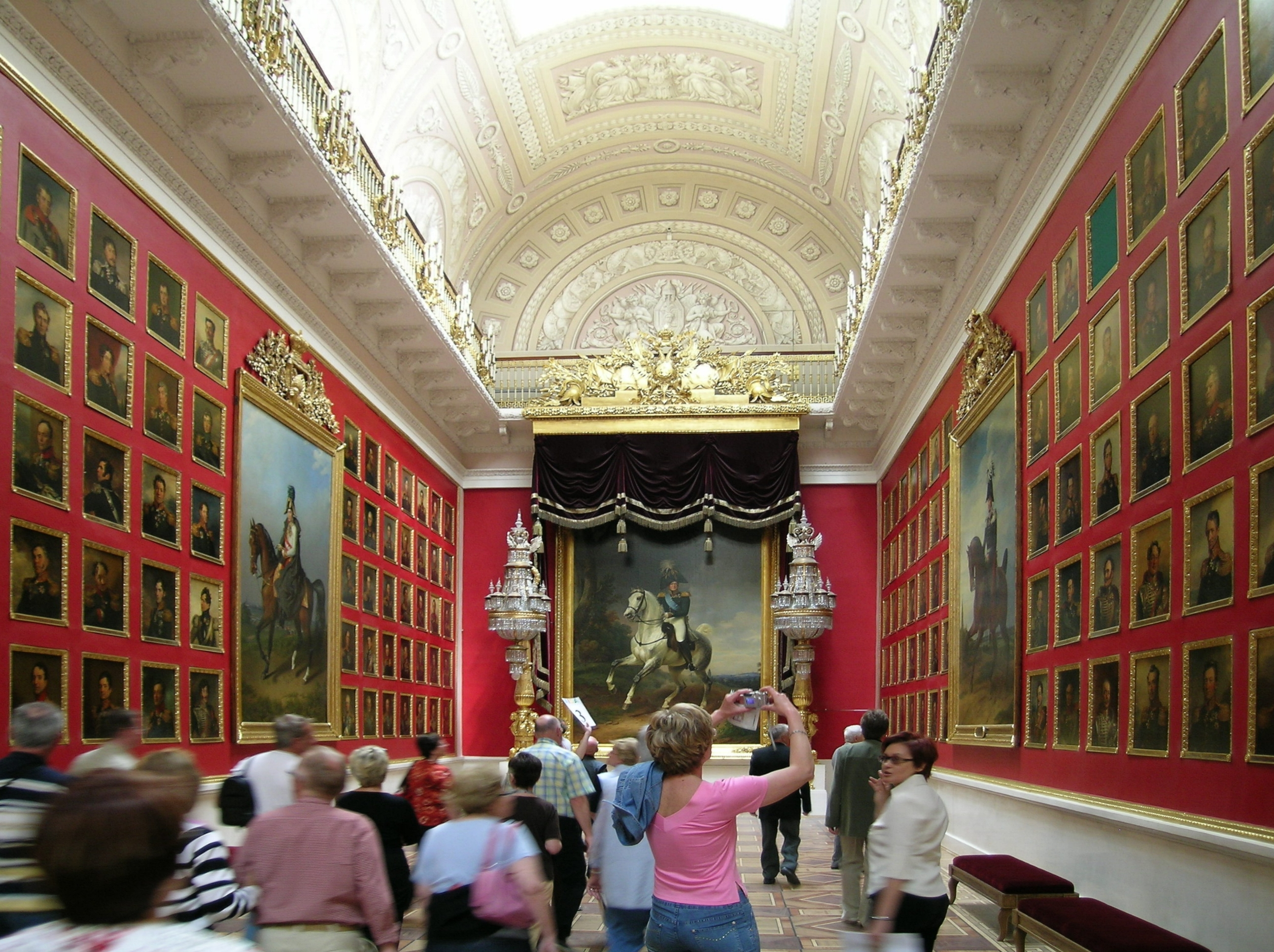
El Hermitage, en San Petersburgo, Rusia

Pinacoteca (del latín pinacothēca, y este del griego πινακοθήκη) es una galería o museo de pinturas. La pinacoteca, por lo tanto, es un espacio destinado a la exposición de obras artísticas de carácter pictórico.  Este nombre proviene de la denominación del ala oeste de los propileos, puertas monumentales con columnas de la Acrópolis de Atenas donde se guardaban tablillas pintadas. En Grecia este término correspondía a un espacio situado en la entrada de un templo, donde estaban expuestas diversas representaciones de dioses.